# Sphaerostephanos arbuscula
Sphaerostephanos arbuscula är en kärrbräkenväxtart. Sphaerostephanos arbuscula ingår i släktet Sphaerostephanos och familjen Thelypteridaceae.

## Underarter
Arten delas in i följande underarter:
- S. a. africana
- S. a. arbuscula